# Sept Sages (mythologie)
Pour les articles homonymes, voir Sept sages.

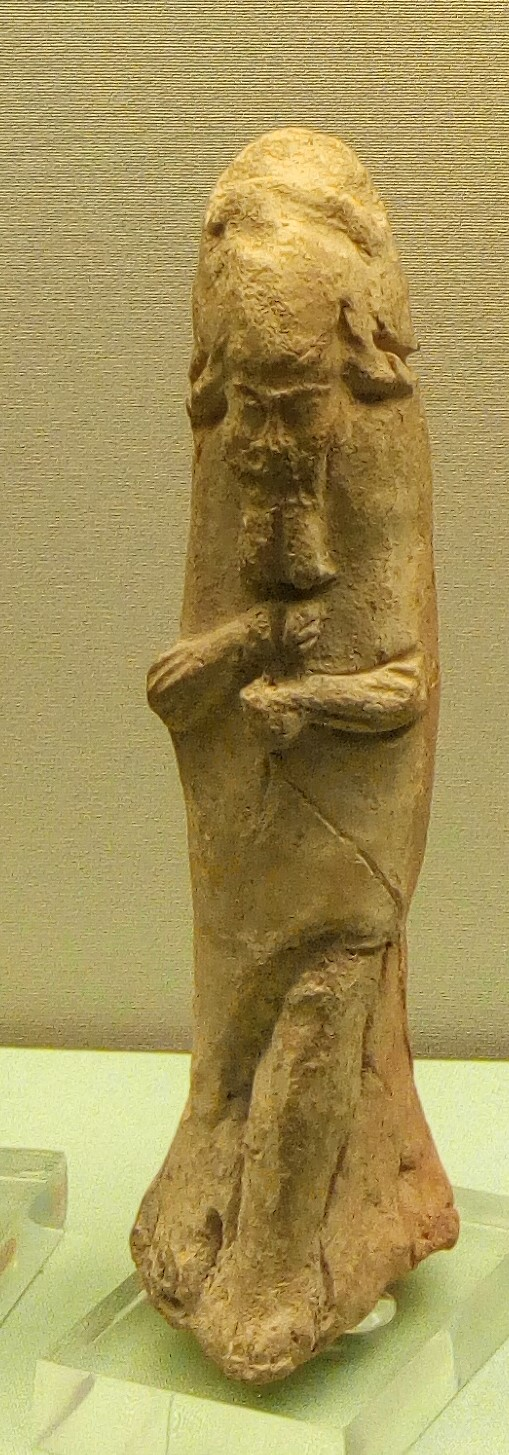
Statuette représentant un sage-apkallu vêtu d'un costume en forme de poisson. Période néo-assyrienne, British Museum.

Dans la mythologie mésopotamienne, les Sept Sages (en akkadien apkallu, sumérien Abgal) sont des figures mythiques issues de la mer (l'Apsû) qui, avant le Déluge, révélèrent aux hommes la science, les arts et les techniques. Il est possible de les désigner sous l'appellation de « Mythe d'Abgal ».

## Personnages «civilisateurs»

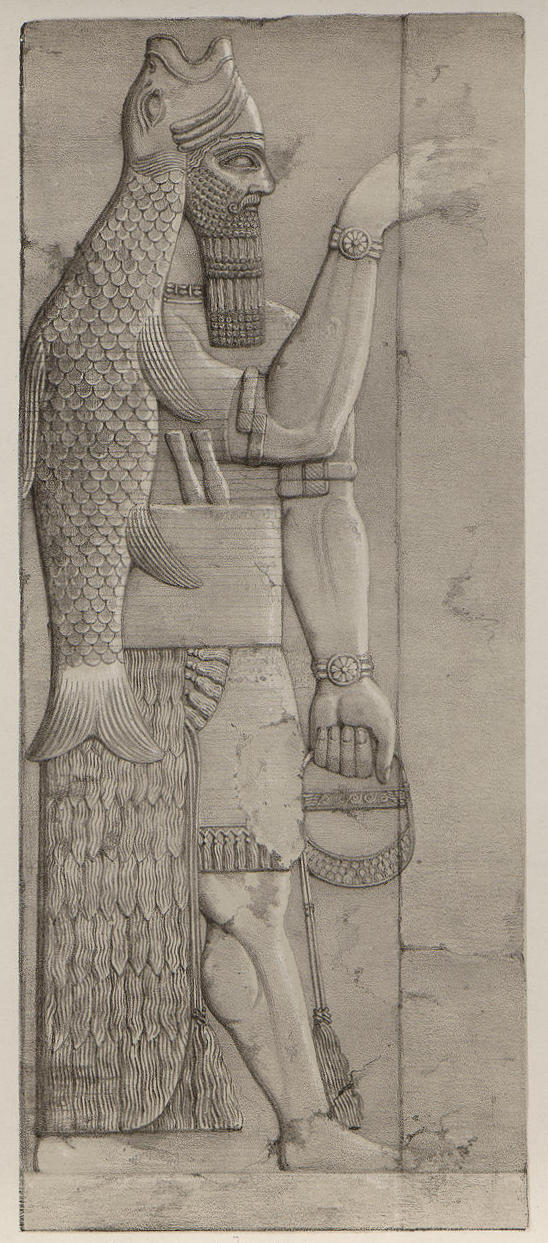
Une image probable d'un Apkallu de Nimrud. Illustration de 1853.
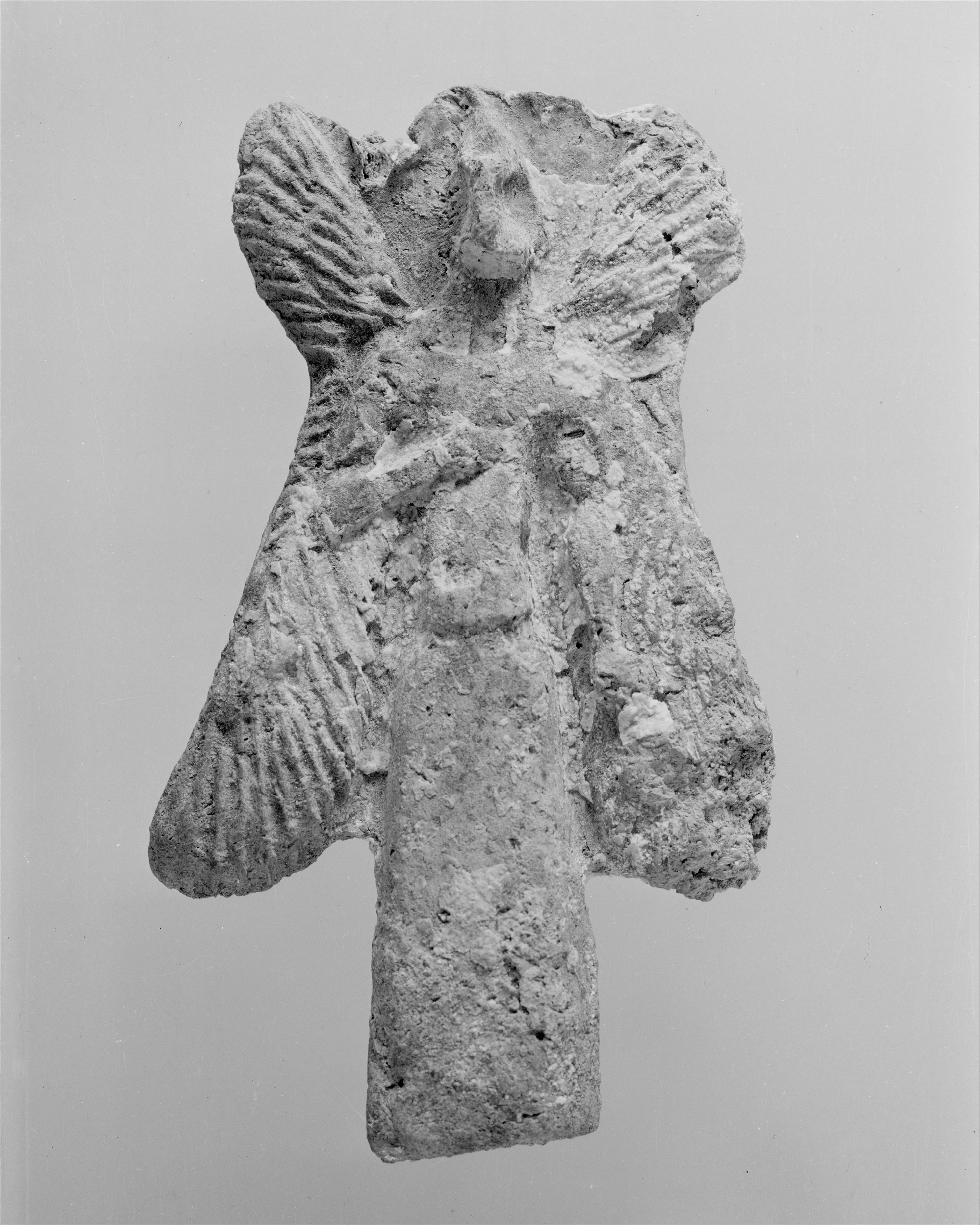
Figurine d'Apkallu : figure ailée à tête d'oiseau portant un seau. Nimrud. Céramique néo-assyrienne, IXe – VIIIe siècle. The Met.
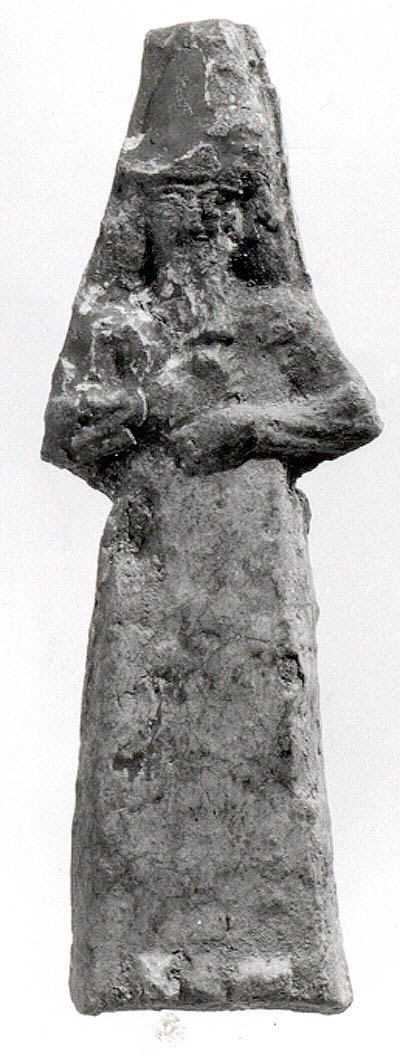
Homme à la capuche de poisson : Apkallu. Nimrud. Céramique néo-assyrienne, IXe – VIIIe siècle. The Met.
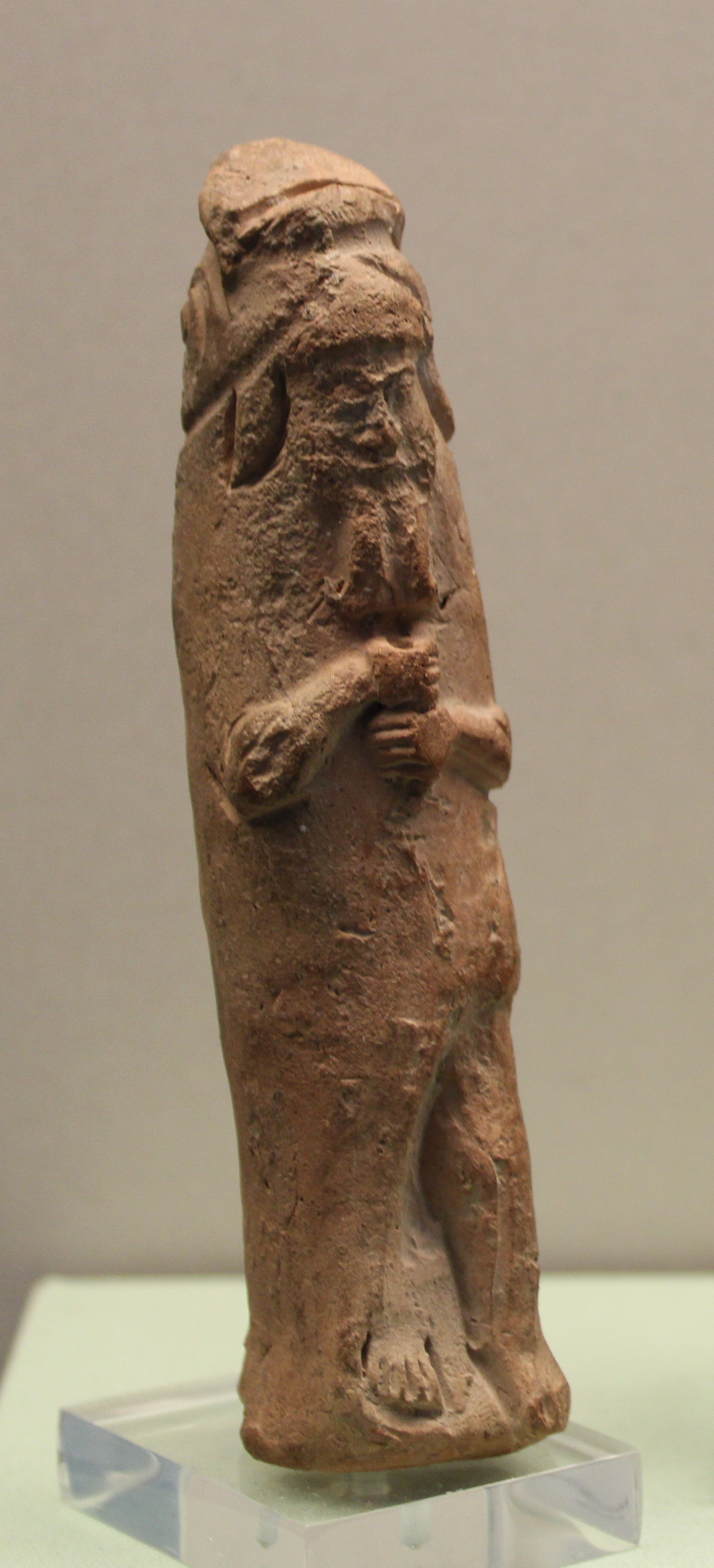
Apkallu. Statuette. Céramique néo-assyrienne. Assyrie, Nimrud ou Ninive. British Museum.

Dans plusieurs contextes, les Apkallu sont sept demi-dieux, parfois décrits comme mi-homme mi-poisson, associés à la sagesse humaine ; ces créatures sont souvent désignées dans la littérature savante comme les Sept Sages. Parfois, les sages sont associés à un roi primitif spécifique. Après le déluge (voir Épopée de Gilgamesh), d'autres sages et rois sont répertoriés. Après le déluge, les sages sont considérés comme humains et, dans certains textes, se distinguent en étant appelés Ummanu, et non Apkallu.
Les termes Apkallu (ainsi qu'Abgal) sont également utilisés comme épithètes pour les rois et les dieux comme marque de sagesse ou de connaissance.
Une autre utilisation du terme Apkallu est lorsqu'il se réfère aux figurines utilisées dans les rituels apotropaïques ; ces figurines comprennent des hybrides homme-poisson représentant les sept sages, mais comprennent également des figures à tête d'oiseau et autres.
Comme ils sont mentionnés sous la forme d'êtres non-humains mi-hommes, mi-poissons on peut les comparer à des figures similaires dans d'autres cultures antiques : la figure récurrente de personnages, de héros ou de dieux civilisateurs qui apportent un savoir essentiel à l'être humain. On retrouve ce thème par exemple avec les Trois Augustes (voir Sanhuangwudi) de la mythologie chinoise : Fuxi, Nüwa et Shennong. De même, dans la mythologie hindoue, ce sont sept Rishi (anciens Sages) qui sont censés avoir participé au Veda (le vrai savoir, la vraie connaissance).

## L'Heptade desapkallu
Voici une liste collectée à partir de différentes sources dressées au Ier millénaire av. J.-C. de l'ensemble des Sept Sages, que l'on pouvait appeler également "les Carpes brillantes, les Carpes de la mer, l'Heptade, les sept apkallu qui sont nés dans la Rivière, et qui sont les gardiens des plans du Ciel et de la Terre", ainsi que leurs titres:
- Uan(nadapa) / Adapa, « qui a achevé les plans du ciel et de la terre »
- Uan(ne)ugga, « qui était doté d'une intelligence globale »
- Enmedugga, « à qui on a attribué un bon sort »
- Enmegalamma, « qui est né dans une maison »
- Enmebulugga, « qui a grandi sur des pâturages »
- Anenlilda, « l'illusionniste de la ville d'Eridu »
- Utuabzu, « qui monta au ciel »

On peut comparer cette liste avec celle du prêtre, astronome et « historien » babylonien Bérose dans son œuvre Babylõniaká [« Histoire de Babylone »] (appelée également Chaldaika [« Histoire de la Chaldée »]), publiée entre 290 et 278 av. J.-C., pour le compte du roi macédonien-séleucide Antiochos Ier :
- Oannès (Adapa)
- Euedôkos
- Eneugamos
- Eneuboulos
- Anêmentos
- Odakôn
- Anodaphos

## Lesapkalluhumains
Un second ensemble de quatre Sages, d'origine humaine, complèterait le premier:
- Nunpiriggaldim
- Piriggalnungal
- Piriggalabzu
- Lu-Nanna

Après ceux-là, les Sages ne s'appelleront plus des apkallu, mais des ummânu.

## Ressources bibliographiques
- sous la direction de Francis Joannès, Dictionnaire de la Civilisation Mésopotamienne, Éditions Robert Laffont - Collection "Bouquins",  (ISBN 978-2221092071)
- Karel van der Toorn, Bob Becking et Pieter Willem van der Horst, Dictionary of Deities and Demons in the Bible